# Adelaide International
Adelaide International — тенісний турнір для чоловіків та жінок, започаткований у 2020 році в австралійському місті Аделаїда. Чоловіча частина турніру входить до серії ATP 250, а жіноча до 2020 року, включно, мала статус прем'єрного турніру WTA. Турнір проходить у січні і є частиною підготовки до Відкритого чемпіонату Австралії.
У 2021 році при реорганізації системи турнірів WTA турнір отримав статус WTA 500. Його жіноча частина  відбулася уже після Відкритого чемпіонату Австралії.

## Фінали

### Жінки. Одиночний розряд
| Рік      | Чемпіонка       | Фіналістка       | Рахунок       |
| -------- | --------------- | ---------------- | ------------- |
| 2020     | Ешлі Барті      | Даяна Ястремська | 6–2, 7–5      |
| 2021     | Іга Свйонтек    | Белінда Бенчич   | 6–2, 6–2      |
| 2022 (1) | Ешлі Барті (2)  | Олена Рибакіна   | 6–3, 6–2      |
| 2022 (2) | Медісон Кіз     | Алісон Ріск      | 6–1, 6–2      |
| 2023 (1) | Аріна Соболенко | Лінда Носкова    | 6–3, 7–6(7–4) |
| 2023 (2) | Белінда Бенчич  | Дарія Касаткіна  | 6–0, 6–2      |
| 2024     | Олена Остапенко | Дарія Касаткіна  | 6–3, 6–2      |
| 2025     | Медісон Кіз     | Джессіка Пегула  | 6–3, 4–6, 6–1 |

### Чоловіки. Одиночний розряд
| Рік      | Чемпіон             | Фіналіст              | Рахунок                  |
| -------- | ------------------- | --------------------- | ------------------------ |
| 2020     | Андрій Рубльов      | Ллойд Гарріс          | 6–3, 6–0                 |
| 2021     | Не проводився       | Не проводився         | Не проводився            |
| 2022 (2) | Танасі Коккінакіс   | Артур Рендеркнек      | 6–7(6–8), 7–6(7–5), 6–3  |
| 2023 (1) | Новак Джокович      | Себастьян Корда       | 6–7(8–10), 7–6(7–3), 6–4 |
| 2023 (2) | Квон Сун-ву         | Роберто Баутіста Аґут | 6–4, 3–6, 7–6(7–4)       |
| 2024     | Їржі Легечка        | Джек Драпер           | 4–6, 6–4, 6–3            |
| 2025     | Фелікс Оже-Аліассім | Себастіан Корда       | 6–3, 3–6, 6–1            |

### Жінки. Парний розряд
| Рік      | Чемпіонки                         | Фіналістки                            | Рахунок               |
| -------- | --------------------------------- | ------------------------------------- | --------------------- |
| 2020     | Ніколь Меліхар Їфань Сюй          | Габріела Дабровскі Дарія Юрак         | 2–6, 7–5, [10–5]      |
| 2021     | Алекса Гуарачі Дезіре Кравчик     | Гейлі Картер Луїза Стефані            | 6–7(4–7), 6–4, [10–3] |
| 2022 (1) | Ешлі Барті Сторм Гантер           | Дарія Юрак Андрея Клепач              | 6–1, 6–4              |
| 2022 (2) | Ходзумі Ері Ніномія Макото        | Тереза Мартінцова Маркета Вондроушова | 1–6, 7–6(7–4), [10–7] |
| 2023 (1) | Ейжа Мугаммад Тейлор Таунсенд     | Сторм Гантер Катержина Сінякова       | 6–2, 7–6(7–2)         |
| 2023 (2) | Луїза Стефані Тейлор Таунсенд (2) | Анастасія Павлюченкова Олена Рибакіна | 7–5, 7–6(7–3)         |
| 2024     | Беатріс Аддад Мая Тейлор Таунсенд | Каролін Гарсія Крістіна Младенович    | 7–5, 6–3              |
| 2025     | Го Ханьюй Олександра Панова       | Беатріс Аддад Мая Лаура Зігемунд      | 7–5, 6–4              |

### Чоловіки. Парний розряд
| Рік      | Чемпіони                          | Фіналісти                   | Рахунок               |
| -------- | --------------------------------- | --------------------------- | --------------------- |
| 2020     | Максімо Гонсалес Фабріс Мартен    | Іван Додіг Філіп Полашек    | 7–6(14–12), 6–3       |
| 2021     | Не проводився                     | Не проводився               | Не проводився         |
| 2022 (1) | Роган Бопанна Рамкумар Раманатхан | Іван Додіг Марсело Мело     | 7–6(8–6), 6–1         |
| 2022 (2) | Веслі Колгоф Ніл Скупскі          | Аріель Беар Ґонсало Ескобар | 7–6(7–5), 6–4         |
| 2023 (1) | Ллойд Ґласспул Гаррі Геліоваара   | Джеймі Маррей Майкл Вінус   | 6–3, 7–6(7–3)         |
| 2023 (2) | Марсело Аревало Жан-Жульєн Роєр   | Іван Додіг Остін Крайчек    | Walkover              |
| 2024     | Ражів Рам Джо Солсбері            | Роган Бопанна Меттью Ебден  | 7–5, 5–7, [11–9]      |
| 2025     | Сімоне Болеллі Андреа Вавассорі   | Кевін Кравіц Тім Пюц        | 4–6, 7–6(7–4), [11–9] |